# Stichopus
Stichopus is een geslacht van zeekomkommers, en het typegeslacht van de familie Stichopodidae. De zeekomkommers binnen het geslacht zijn relatief groot, en hebben zachte, hoekige lichamen die aan alle vier de zijden bedekt zijn met dikke knobbeltjes. Een van de grootste vertegenwoordigers is Stichopus vastus, die 40 tot 50 centimeter lang kan worden. Een ander belangrijk kenmerk van het geslacht is het variabele kleurenbereik.
Veel van de zeekomkommers binnen het geslacht worden gebruikt als voedsel en als een bron van (traditionele) medicijnen, en Stichopus is een veelgebruikt geslacht. In Maleisië staan ze bekend als gamat, en worden ze gebruikt om "gamatolie" te maken. Dit zijn tonics die gebruikt worden bij de behandeling van wonden, maagzweren en pijn.

## Soorten
- Stichopus chloronotus Brandt, 1835
- Stichopus ellipes Clark, 1938
- Stichopus fusiformiossa Woo, 2015
- Stichopus herrmanni Semper, 1868
- Stichopus horrens Selenka, 1867
- Stichopus ludwigi Erwe, 1913
- Stichopus monotuberculatus (Quoy & Gaimard, 1834)
- Stichopus naso Semper, 1868
- Stichopus noctivagus Cherbonnier, 1980
- Stichopus ocellatus Massin, Zulfigar, Hwai, Boss, 2002
- Stichopus pseudohorrens Cherbonnier, 1967
- Stichopus quadrifasciatus Massin, 1999
- Stichopus rubermaculosus Massin, Zulfigar, Hwai, Boss, 2002
- Stichopus vastus Sluiter, 1887

Niet geaccepteerde namen:
- Stichopus anapinusus (Lampert, 1885) (taxon inquirendum)
- Stichopus californicus (Stimpson, 1857), geaccepteerd als Apostichopus californicus
- Stichopus mollis (Hutton, 1872), geaccepteerd als Australostichopus mollis
- Stichopus paradoxus Lampert, 1885 (nomen dubium)